# اوکولییته
اوکولییته (به بلغاری: Okoliyte) یک منطقهٔ مسکونی در بلغارستان است که در تریاونا واقع شده‌است.